# Ribeirão Palmeiral
Ribeirão Palmeiral är ett vattendrag i Brasilien.   Det ligger i delstaten Goiás, i den centrala delen av landet, 300 km nordväst om huvudstaden Brasília.
Omgivningarna runt Ribeirão Palmeiral är huvudsakligen savann. Runt Ribeirão Palmeiral är det mycket glesbefolkat, med 4 invånare per kvadratkilometer.